# Attention: Miley Live
Attention: Miley Live – drugi album koncertowy amerykańskiej piosenkarki Miley Cyrus. Został wydany 1 kwietnia 2022 nakładem wytwórni Smiley Miley i Columbia Records, tylko w dystrybucji cyfrowej. Zawiera nagrania zarejestrowane podczas koncertu Cyrus w Crypto.com Arenie w Los Angeles, który odbył się 12 lutego 2022. 29 kwietnia 2022 ukazała się edycja specjalna albumu, wzbogacona względem pierwotnej o sześć dodatkowych utworów, nagranych 26 marca 2022 podczas koncertu na festiwalu Lollapalooza Brazil w São Paulo.

## Lista utworów
| Wersja standardowa | Wersja standardowa                       | Wersja standardowa                                                                                 | Wersja standardowa |
| Nr                 | Tytuł utworu                             | Autorzy                                                                                            | Długość            |
| ------------------ | ---------------------------------------- | -------------------------------------------------------------------------------------------------- | ------------------ |
| 1.                 | „Attention” (nagranie studyjne)          | Miley Cyrus · Maxx Morando                                                                         | 1:35               |
| 2.                 | „We Can’t Stop” / „Where Is My Mind?”    | Mike Will Made It · P-Nasty · Rock City · Miley Cyrus · Doug E. Fresh · Slick Rick / Black Francis | 5:34               |
| 3.                 | „Plastic Hearts”                         | Miley Cyrus · Ryan Tedder · Ali Tamposi · Andrew Watt · Louis Bell                                 | 3:26               |
| 4.                 | „Heart of Glass”                         | Debbie Harry · Chris Stein                                                                         | 3:07               |
| 5.                 | „4x4”                                    | Nelly · Pharrell Williams · Miley Cyrus                                                            | 3:00               |
| 6.                 | „(SMS) Bangerz”                          | Mike Will Made It · Marquel Middlebrooks · Sean Garrett · Miley Cyrus                              | 3:20               |
| 7.                 | „Dooo It!”                               | Miley Cyrus · Wayne Coyne · Steven Drozd · Dennis Coyne                                            | 1:08               |
| 8.                 | „23”                                     | Wiz Khalifa · Juicy J · Mike Will Made It · Miley Cyrus · P-Nasty · Rock City                      | 8:53               |
| 9.                 | „Never Be Me”                            | Miley Cyrus · Ilsey Juber · Mark Ronson                                                            | 3:33               |
| 10.                | „Maybe”                                  | Richie Barrett                                                                                     | 4:07               |
| 11.                | „7 Things”                               | Miley Cyrus · Tim James · Antonina Armato                                                          | 3:40               |
| 12.                | „Bang Bang” / „See You Again”            | Sonny Bono / Miley Cyrus · Tim James · Antonina Armato                                             | 4:32               |
| 13.                | „Jolene”                                 | Dolly Parton                                                                                       | 4:26               |
| 14.                | „High”                                   | Miley Cyrus · Caitlyn Smith · Jennifer Decilveo                                                    | 3:29               |
| 15.                | „You”                                    | Miley Cyrus · Bibi Bourelly · Michael Pollack · Ian Kirkpatrick                                    | 3:01               |
| 16.                | „Like a Prayer”                          | Madonna · Patrick Leonard                                                                          | 3:27               |
| 17.                | „Edge of Midnight”                       | Miley Cyrus · Ilsey Juber · Jon Bellion · Ali Tamposi · Andrew Watt · Louis Bell · Stevie Nicks    | 3:40               |
| 18.                | „The Climb”                              | Jessi Alexander · Jonathan Mabe                                                                    | 6:00               |
| 19.                | „Wrecking Ball” / „Nothing Compares 2 U” | Dr. Luke · Mozella · Stephan Moccio · Sacha Skarbek · Cirkut / Prince                              | 5:13               |
| 20.                | „Party in the U.S.A.”                    | Dr. Luke · Jessie J · Claude Kelly                                                                 | 7:00               |
|                    |                                          | | 1:22:11            |

| Wersja specjalna | Wersja specjalna                                  | Wersja specjalna                                                                                   | Wersja specjalna |
| Nr               | Tytuł utworu                                      | Autorzy                                                                                            | Długość          |
| ---------------- | ------------------------------------------------- | -------------------------------------------------------------------------------------------------- | ---------------- |
| 1.               | „Attention” (nagranie studyjne)                   | Miley Cyrus · Maxx Morando                                                                         | 1:35             |
| 2.               | „We Can’t Stop” / „Where Is My Mind?”             | Mike Will Made It · P-Nasty · Rock City · Miley Cyrus · Doug E. Fresh · Slick Rick / Black Francis | 5:34             |
| 3.               | „Plastic Hearts”                                  | Miley Cyrus · Ryan Tedder · Ali Tamposi · Andrew Watt · Louis Bell                                 | 3:26             |
| 4.               | „Heart of Glass”                                  | Debbie Harry · Chris Stein                                                                         | 3:07             |
| 5.               | „4x4”                                             | Nelly · Pharrell Williams · Miley Cyrus                                                            | 3:00             |
| 6.               | „(SMS) Bangerz”                                   | Mike Will Made It · Marquel Middlebrooks · Sean Garrett · Miley Cyrus                              | 3:20             |
| 7.               | „Dooo It!”                                        | Miley Cyrus · Wayne Coyne · Steven Drozd · Dennis Coyne                                            | 1:08             |
| 8.               | „23”                                              | Wiz Khalifa · Juicy J · Mike Will Made It · Miley Cyrus · P-Nasty · Rock City                      | 8:53             |
| 9.               | „Never Be Me”                                     | Miley Cyrus · Ilsey Juber · Mark Ronson                                                            | 3:33             |
| 10.              | „Maybe”                                           | Richie Barrett                                                                                     | 4:07             |
| 11.              | „7 Things”                                        | Miley Cyrus · Tim James · Antonina Armato                                                          | 3:40             |
| 12.              | „Bang Bang” / „See You Again”                     | Sonny Bono / Miley Cyrus · Tim James · Antonina Armato                                             | 4:32             |
| 13.              | „Jolene”                                          | Dolly Parton                                                                                       | 4:26             |
| 14.              | „High”                                            | Miley Cyrus · Caitlyn Smith · Jennifer Decilveo                                                    | 3:29             |
| 15.              | „You”                                             | Miley Cyrus · Bibi Bourelly · Michael Pollack · Ian Kirkpatrick                                    | 3:01             |
| 16.              | „Like a Prayer”                                   | Madonna · Patrick Leonard                                                                          | 3:27             |
| 17.              | „Edge of Midnight”                                | Miley Cyrus · Ilsey Juber · Jon Bellion · Ali Tamposi · Andrew Watt · Louis Bell · Stevie Nicks    | 3:40             |
| 18.              | „The Climb”                                       | Jessi Alexander · Jonathan Mabe                                                                    | 6:00             |
| 19.              | „Wrecking Ball” / „Nothing Compares 2 U”          | Dr. Luke · Mozella · Stephan Moccio · Sacha Skarbek · Cirkut / Prince                              | 5:13             |
| 20.              | „Party in the U.S.A.”                             | Dr. Luke · Jessie J · Claude Kelly                                                                 | 7:00             |
| 21.              | „WTF Do I Know”                                   | Miley Cyrus · Ryan Tedder · Ali Tamposi · Andrew Watt · Louis Bell                                 | 2:59             |
| 22.              | „Mother’s Daughter” / „Boys Don’t Cry” (z Anittą) | Miley Cyrus · Andrew Watt · Alma / Anitta · Bibi Bourelly · Sean Douglas · Rami Yacoub · Burns     | 5:21             |
| 23.              | „You” (wersja druga)                              | Miley Cyrus · Bibi Bourelly · Michael Pollack · Ian Kirkpatrick                                    | 3:09             |
| 24.              | „Nothing Breaks Like a Heart”                     | Miley Cyrus · Ilsey Juber                                                                          | 3:54             |
| 25.              | „Angels like You”                                 | Miley Cyrus · Ryan Tedder · Ali Tamposi · Andrew Watt · Louis Bell                                 | 4:10             |
| 26.              | „Fly on the Wall”                                 | Miley Cyrus · Antonina Armato · Tim James · Devrim Karaoglu                                        | 3:03             |
|                  |                                                   | | 1:44:47          |

Dodatkowe informacja
- „Where Is My Mind?” jest coverem utworu zespołu Pixies.
- „Maybe” jest coverem utworu zespołu The Chantels.
- „Bang Bang” jest coverem utworu Cher.
- „Jolene” jest coverem utworu Dolly Parton.
- „Like a Prayer” jest coverem utworu zespołu Madonny.
- „Edge of Midnight” jest mashupem utworów „Midnight Sky” Cyrus i „Edge of Seventeen” Stevie Nicks.
- „Nothing Compares 2 U” jest coverem utworu zespołu The Family.
- „Boys Don’t Cry” jest coverem utworu Anitty.